# Bedoesiara
Bedoesiara – singel polskich raperów Bedoesa oraz White'a 2115 z albumu studyjnego, zatytułowanego Rodzinny biznes. Singel został wydany 26 maja 2022.
Nagranie otrzymało w Polsce status potrójnie platynowego singla, przekraczając liczbę 200 tysięcy sprzedanych kopii.

## Geneza utworu i historia wydania
Utwór napisali i skomponowali Abel de Jong, Adam Wiśniewski, Borys Przybylski i Sebastian Czekaj.
Singel ukazał się w formacie digital download 26 maja 2022 w Polsce za pośrednictwem wytwórni płytowej 2115 Label. Kompozycja została umieszczona na debiutanckim albumie studyjnym 2115 – Rodzinny biznes.

## Teledysk
Do utworu powstał teledysk, który udostępniono w dniu premiery singla za pośrednictwem serwisu YouTube.

## Lista utworów
- Digital download[4]

1. „Bedoesiara” – 2:49

## Certyfikaty
| Kraj          | Certyfikat         | Sprzedaż |
| ------------- | ------------------ | -------- |
| Polska (ZPAV) | 3× platynowa płyta | 150 000+ |